# Ронк
Ронк (фр. Ronk) — коммуна во Франции, регион О-де-Франс, департамент Нор, округ Лилль, кантон Туркуэн-1, в 14 км к северо-востоку от Лилля. По территории коммуны проходит автомагистраль А22.
Население (2017) — 13 388 человек.

## Экономика
Структура занятости населения:
- сельское хозяйство — 0,9 %
- промышленность — 12,7 %
- строительство — 4,5 %
- торговля, транспорт и сфера услуг — 64,1 %
- государственные и муниципальные службы — 17,8 %

Уровень безработицы (2017) — 10,8 % (Франция в целом — 13,4 %, департамент Нор — 17,6 %). 

Среднегодовой доход на 1 человека, евро (2017) — 23 390 (Франция в целом — 21 110, департамент Нор — 19 490).

## Демография
Динамика численности населения, чел.

## Администрация
Пост мэра Ронка с 2020 года занимает член партии Республиканцы Родриг Деме (Rodrigue Desmet). На муниципальных выборах 2020 года возглавляемый им правый список одержал победу в 1-м туре, получив 71,89 % голосов.
| Период | Период | Фамилия          | Партия                                   | Примечания                                       |
| ------ | ------ | ---------------- | ---------------------------------------- | ------------------------------------------------ |
| 1971   | 1983   | Ив Круэ          | Коммунистическая партия                  | учитель                                          |
| 1983   | 1995   | Анри Деметр      | Союз за французскую демократию           | фармацевт, член Генерального совета департамента |
| 1995   | 1998   | Жан-Альбер Брику |                                          |                                                  |
| 1998   | 2001   | Бенуа Гекьер     | Объединение в поддержку Республики       |                                                  |
| 2001   | 2017   | Венсан Леду      | Союз за народное движение, Республиканцы | учитель, депутат Национального собрания          |
| 2017   |        | Родриг Деме      | Республиканцы                            |                                                  |

## Города-побратимы
- Дельбрюк, Германия
- Тодморден, Великобритания
- Селинкени, Мали

## Галерея

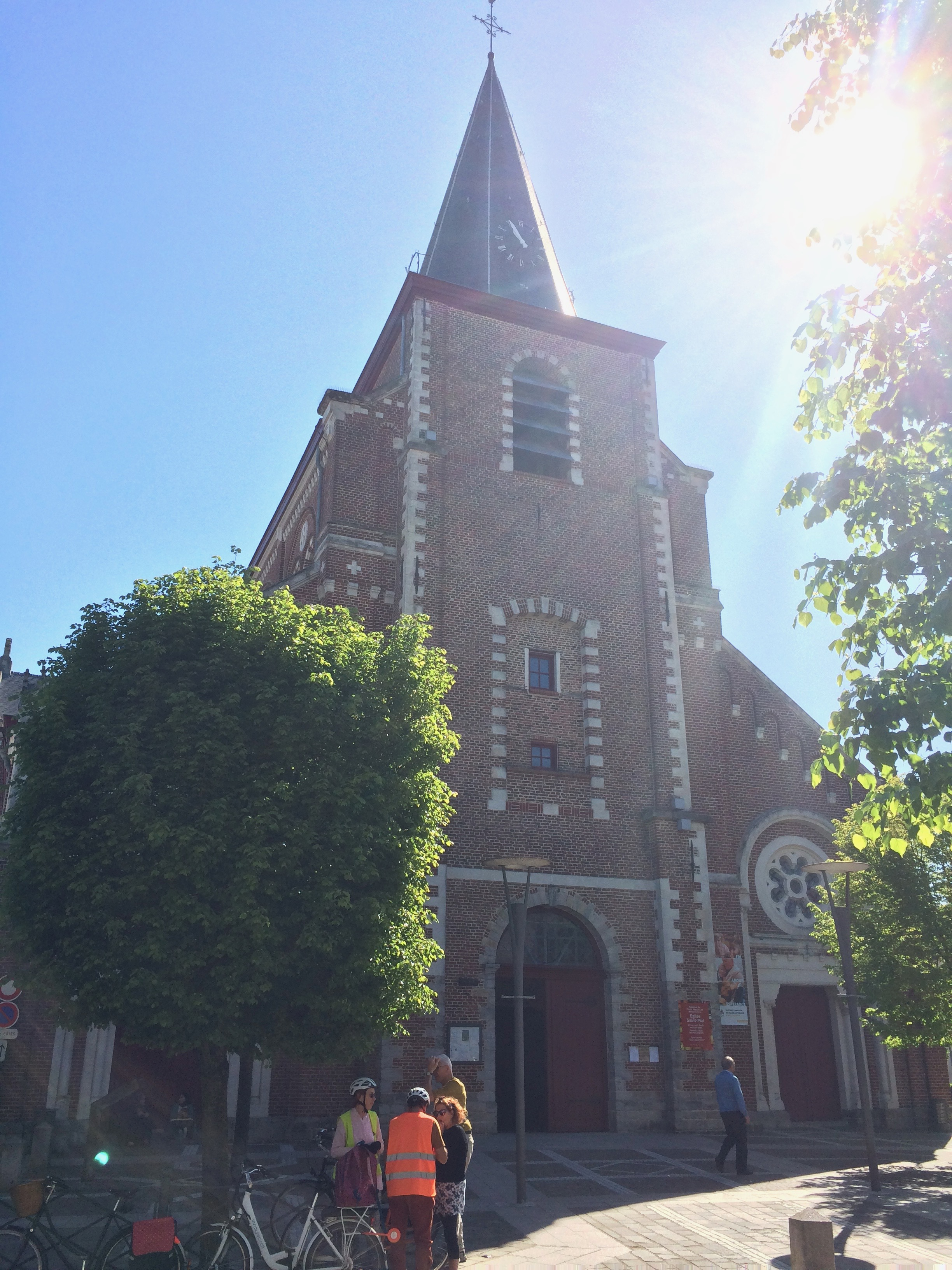
Церковь Святого Пья
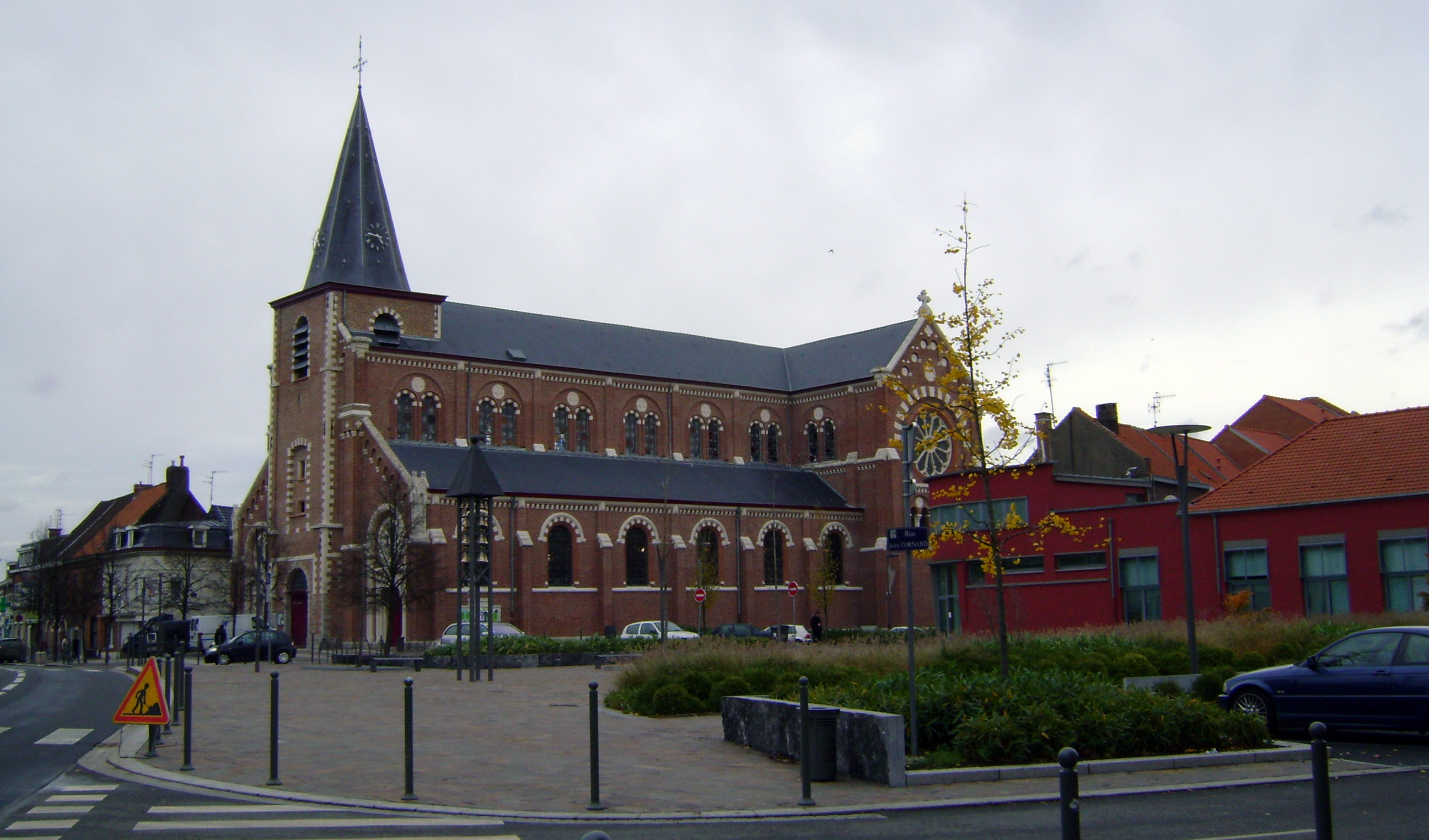
Площадь в центре Ронка
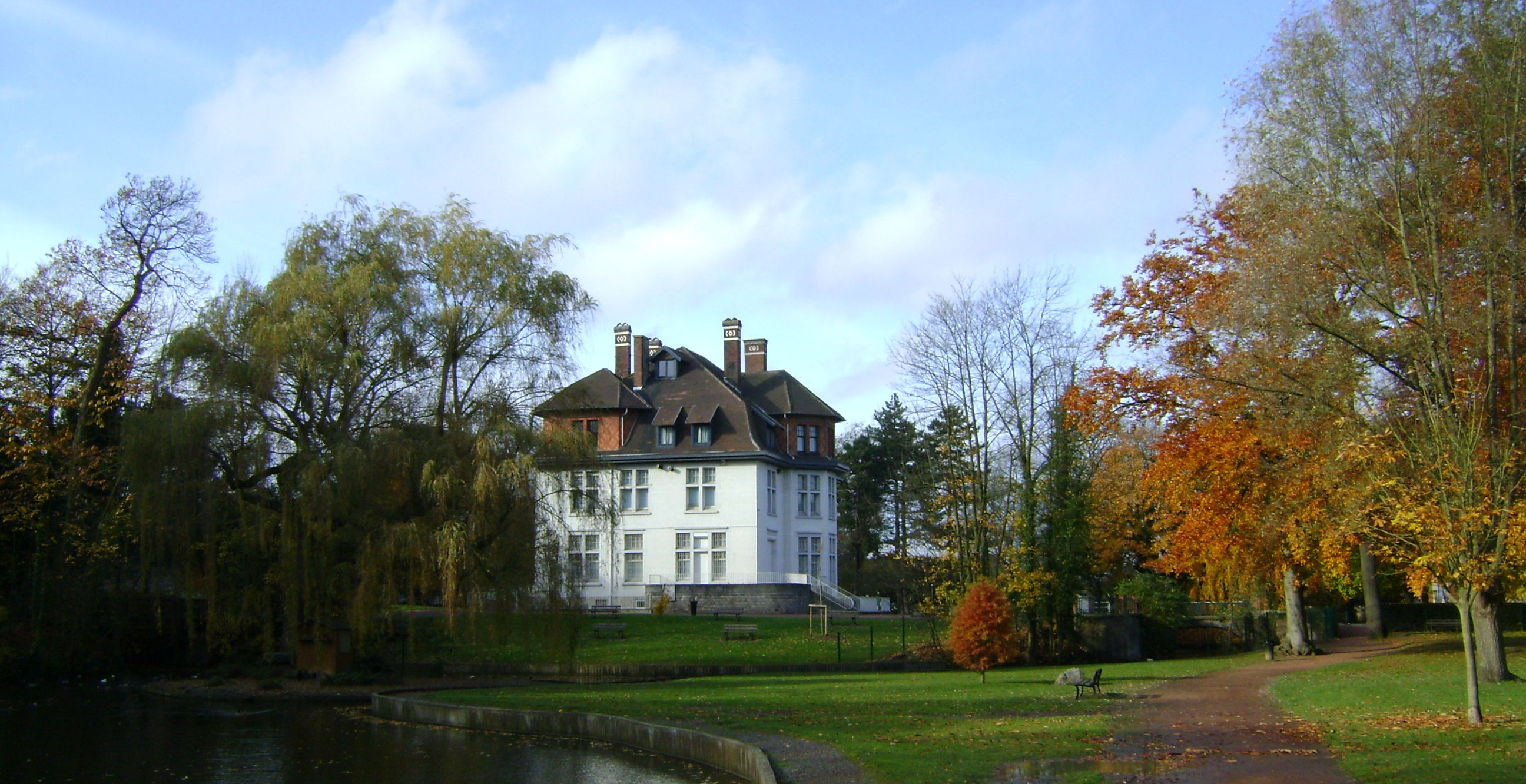
Здание культурного центра в городском парке

1. 1 2  база данных о французских коммунах — Национальный географический институт Франции, 2015.